# Sidney Govou
Sidney Govou (27 de juliol de 1979) és un exfutbolista francès.

## Selecció de França
Va formar part de l'equip francès a la Copa del Món de 2006.